# Бур-Кем (приток Ижмы)
Бур-Кем или Буркем — река в России, течет по территории городского округа Ухта и района Сосногорск Республики Коми. Устье реки находится в 400 км по правому берегу реки Ижма на высоте 87 м над уровнем моря. Длина реки составляет 62 км.

## Данные водного реестра
По данным государственного водного реестра России относится к Двинско-Печорскому бассейновому округу, водохозяйственный участок реки — Печора от впадения реки Уса до водомерного поста Усть-Цильма, речной подбассейн реки — бассейны притоков Печоры ниже впадения Усы. Речной бассейн реки — Печора.
Код объекта в государственном водном реестре — 03050300112103000075755.